# Либеральные империалисты
Либеральные империалисты (англ. Liberal Imperialists) — фракция внутри Либеральной партии Великобритании, созданная в 1890-х годах из-за разногласий среди либералов относительно политики в отношении Британской империи. Они поддержали Вторую англо-бурскую войну, против которой выступало большинство либералов, и хотели, чтобы Империя управлялась на более доброжелательной основе. Наиболее видными членами были Ричард Бердон Холдена, Герберт Генри Асквит, сэр Эдвард Грей и лорд Розбери.

## Идеология
Либеральные империалисты считали, что Либеральная партия под руководством Уильяма Гладстона уступила «причудам», групповым интересам и «кельтским маргиналам», которые не позволили ей стать по-настоящему национальной партией. Более того, по их мнению, Либеральная партия должна включать в себя людей всех классов, а также продвигать в депутатов из рабочего класса. Они также утверждали, что либералы потеряли многих избирателей, потому что партия дистанцировалась от «нового имперского духа». Вместо этого они выступали за «чистый лист», полагая что Либеральная партия должна измениться, если хочет добиться успеха. Старый классический либерализм должен уступить место новым идеям «национальной эффективности» и империализма.

## История
Либеральные империалисты приобрели известность вскоре после неудавшегося рейда Джеймсона в 1895 году, когда напряжённость между британскими южноафриканскими колониями и их соседями возросла. Их лидерами были члены парламентской Либеральной партии — тогда находившейся в оппозиции — которая поддерживала империалистические аспекты внешней политики консервативного правительства лорда Солсбери. Это контрастировало с радикальным крылом парламентской Либеральной партии, видными членами которой были бывший лидер партии Уильям Харкорт, Джон Морли и Дэвид Ллойд Джордж. Лидер партии сэр Генри Кэмпбелл-Баннерман, который сам скептически относился к внешней политике правительства и особенно критиковал министра по делам колоний Джозефа Чемберлена, пытался преодолеть разрыв между обеими фракциями Либеральной партии.
На выборах 1900 года кандидатам, связанным с либеральными империалистами, противостояла коалиция консерваторов и юнионистов. В частности, Джозеф Чемберлен назвал всю Либеральную партию «пробурской» и непатриотичной из-за её позиции по Второй англо-бурской войне.
В 1902 году группа сменила название на Либеральную лигу, в которую входили в основном те же люди.

## Либеральная лига
Либеральная лига (англ. Liberal League) — группировка внутри Либеральной партии, действовавшая с 1902 по 1910 год, президентом которой был лорд Розбери, а вице-президентами — Герберт Генри Асквит, Эдвард Грей и Генри Фаулер. Создана либеральными империалистами с целью объединить тех либералов, которым не нравилась политика лидера партии сэра Генри Кэмпбелла-Баннермана.
После величайшей в истории партии победы на выборах в 1906 году члены Лиги сыграли важную роль в новом либеральном правительстве: Асквит, Грей и Холден возглавили казначейство, министерство иностранных дел и военное министерство соответственно.
К 1908 году Лига почти умерла, но 12 марта того же года лорд Розбери попытался возродить её, произнеся речь, в которой призывал Лигу сплотиться вокруг программы борьбы с социализмом и гомрулем, идей империализма и свободной торговли, и реформы Палаты лордов. Один из присутствующих сказал, что это было «самое мрачное собрание, которое он когда-либо посещал; аудитория лорда Розбери явно чувствовала себя не в своей тарелке». Сам Роузбери записал в своем дневнике, что его речь была «даже хуже, чем обычно, отчасти из-за холодной дневной аудитории, отчасти из-за того, что я был оторван от политики».
Революционный «народный бюджет» либерального правительства 1909 года вызвал бурю споров. На заседаниях Лиги 25 и 28 июня её члены Лиги выразили недовольство лордом Розбери в осуждении бюджета из-за нерешительного характера и неспособности руководить. 9 сентября 1909 года Розбери подал в отставку с поста президента Лиги. На следующий день он произнёс давно запланированную речь в Глазго, в которой осудил «народный бюджет» за «отрицание веры, семьи, собственности, монархии, Империи». На следующий день после выступления Асквит, не зная, что Розбери уже подал в отставку, написал ему, что невозможно работать под его руководством. Лига была официально распущена в мае 1910 года.

## Современность
В наше время «либеральный империализм» всё чаще используется как политический эпитет против либералов в Соединённых Штатах. Этот современный термин не имеет отношения к исторической политической фракции. Сторонники часто используют этот термин для критики внешней политики Демократической партии, называя её формой культурного империализма. Они утверждают, что либеральные империалисты стремятся навязать свой культурный либерализм другим культурам с более социально консервативными ценностями. Его сравнивают с неоконсерватизмом в том смысле, что либеральные империалисты готовы использовать военную силу для достижения своих целей.